# Carl Ernst von Stetten
Carl Ernst von Stetten (Augusta, 7 marzo 1857 – 1942) è stato un pittore tedesco.

## Biografia
Rampollo di una famiglia di banchieri bavaresi, nacque ad Augusta nel 1857 e iniziò a studiare pittura all'Accademia delle belle arti di Monaco di Baviera nel 1876. Nel 1880 si trasferì a Parigi per studiare con Jean-Léon Gérôme e perfezionarsi all'Académie Julian con Gustave Boulanger, Gustave Courtois, Pascal Dagnan-Bouveret e Jules Joseph Lefebvre.
Aprì anche un proprio studio a Neuilly-sur-Seine, dove lavorò fino al 1913. Tra il 1884 e il 1889 espose regolarmente le sue opere al Salon des artistes français, vincendo una medaglia nel 1884 per La morte di Cleobi e Bitone; Le Petit Parisien criticò l'assegnazione del premio, giudicando il quadro "di una mediocrità assoluta" e meravigliandosi della scelta di premiare un artista tedesco. Dal 1890 al 1913 espose le proprie opere al Salon nationale des beaux-arts (fondato da Courtois). Nel 1893 presentò le sue opere anche all'Esposizione di Chicago e alla Secessione di Monaco.
Mentre viveva a Neully-sur-Seine fu legato sentimentalmente a Courtois, che lo usò come modello in diverse occasioni (soprattutto per i nudi maschili, come San Sebastiano) e con cui trascorse la prima guerra mondiale a Minusio, in Canton Ticino; i due furono ritratti insieme in diverse occasioni da Pascal Dagnan-Bouveret.
Dopo la fine della guerra si trasferì a Locarno, prima di ritirarsi definitivamente in Germania.

## Galleria d'immagini

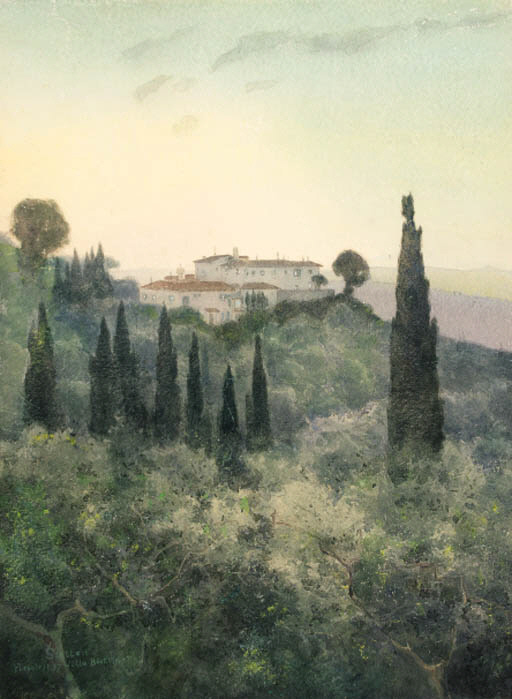
Villa Böcklin, Fiesole (1887)
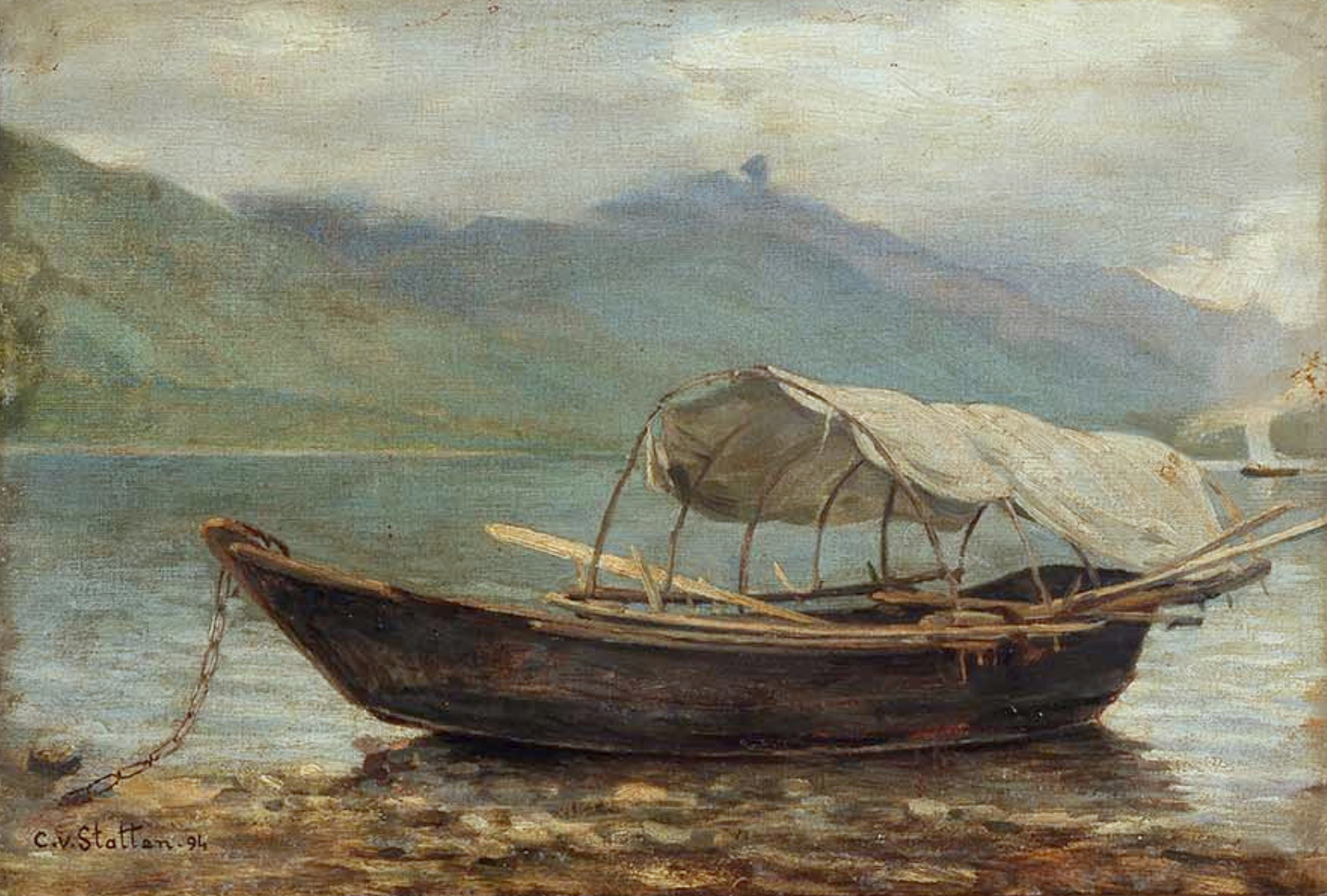
Lago di Como (1894)
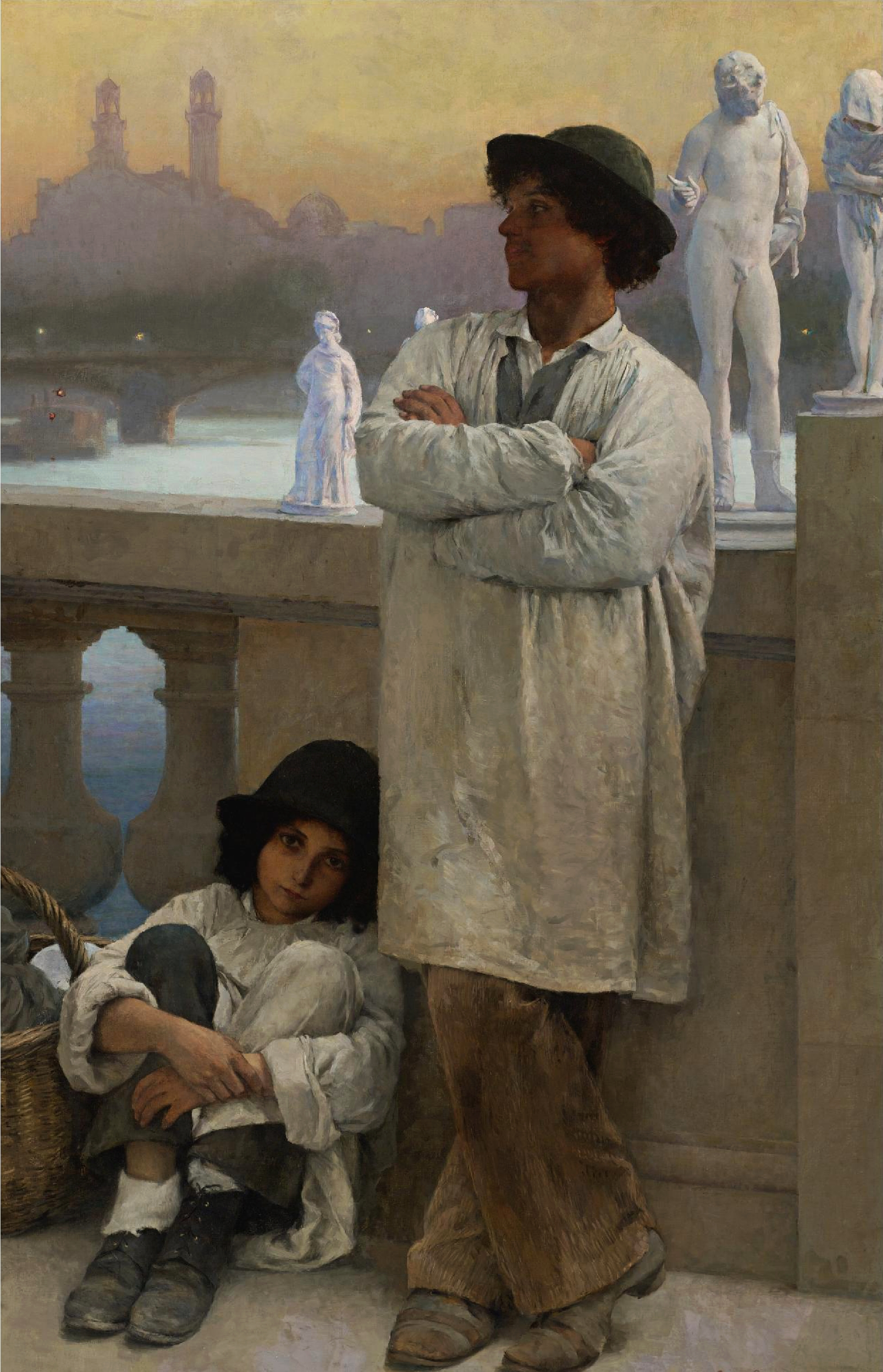
Giovane scultore su un ponte a Parigi (1888)
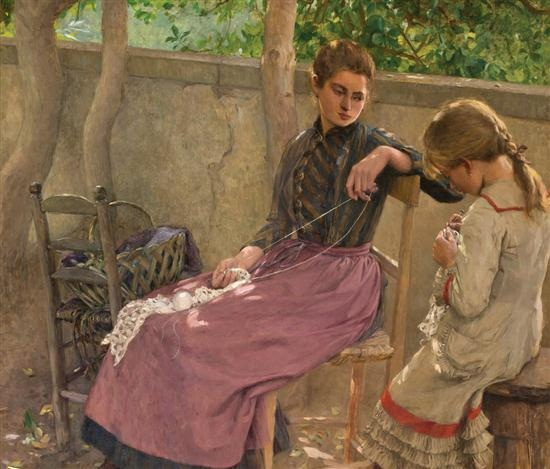
Lezione di maglia (1889)
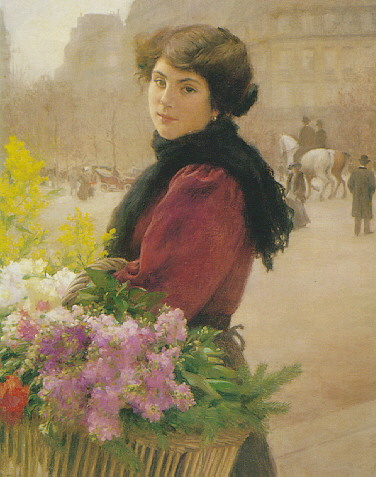
Fioraia sui Grands Boulevards (1909)
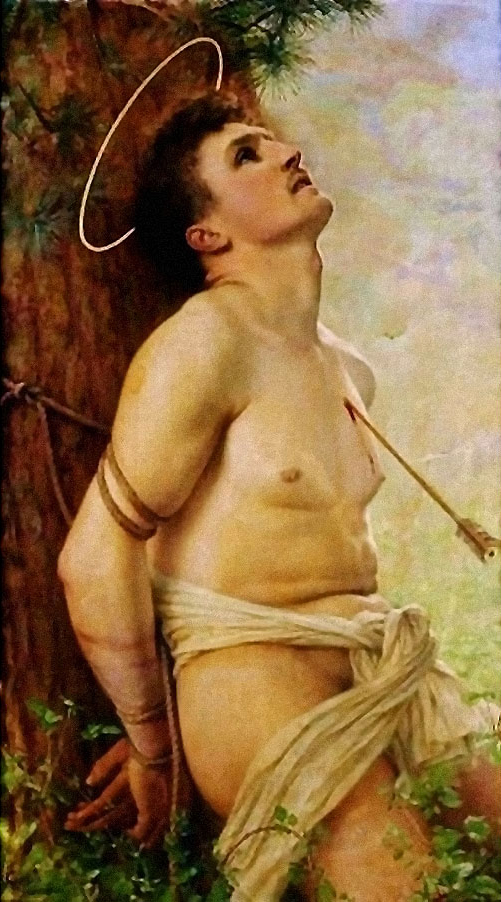
Von Stetten dipinto nei panni di san Sebastiano da Gustave Courtois (1900)